# Brodki
Brodki [pronunciación en polaco: /ˈbrɔtki/] es un pueblo ubicado en el distrito administrativo de Gmina Wodynie, dentro del Condado de Siedlce, Voivodato de Mazovia, en el este de Polonia central. Se encuentra aproximadamente a 3 kilómetros al oeste de Wodynie, a 27 kilómetros al suroeste de Siedlce, y a 67 kilómetros al este de Varsovia.